# ستاره فیلم رامز
ستاره فیلم رامز (به عربی: رامز موفي ستار) یک نمایش تلویزیونی همراه با دوربین مخفی و شوخی است که توسط رامز جلال و ژان-کلود ون دام ارائه شده‌است. این برنامه در ماه رمضان ۲۰۲۲ توسط گروه مرکز پخش خاورمیانه منتشر شد . این برنامه سرگرمی توسط اداره کل رفاه عربستان حمایت می‌شود.
این نمایش در صحرای ریاض، عربستان سعودی فیلمبرداری شده‌است. در وسط صحرا، مهمان به برنامه می‌رسد و به او گفته می‌شود که فیلمی وجود دارد که در آن ژان کلود ون دام بازی می‌کند. در نتیجه، مهمان اپیزود فرض می‌کند که او برای اجرای یکی از صحنه‌ها انتخاب شده‌است.
ابتدا با مهمان مصاحبه می‌شود. مهمان برنامه سپس با ون دام ملاقات می‌کند تا در مورد صحنه آینده صحبت کند. شوخی زمانی شروع می‌شود که مهمان به ماشینی می‌رسد که یک شورلت کامارو زد ال وان است. سپس مهمان با سرعت زیاد دیوانه‌وار، شیرین‌کاری‌های تکان‌دهنده و یک مار که قبلاً در ماشین قرار داده شده بود مواجه می‌شود. در نهایت، ماشین بلافاصله قبل از اینکه به دریاچه پر از تمساح‌ها بیفتد، متوقف می‌شود.
شورلت کامارو ZL1 به عنوان سریع‌ترین شورلت تا کنون شناخته می‌شود. قدرت موتور آن معادل ۵۸۰ اسب بخار است.